# Mesopolobus szelenyii
Mesopolobus szelenyii is een vliesvleugelig insect uit de familie Pteromalidae. De wetenschappelijke naam is voor het eerst geldig gepubliceerd in 1974 door Boucek.